# Rosemarie Lühr
Rosemarie Lühr (geb. Schenk; * 23. März 1946 in Fürth) ist eine deutsche Indogermanistin und altgermanistische Sprachwissenschaftlerin. Sie lehrte von 1994 bis 2013 als Professorin für Indogermanistik an der Universität Jena.

## Leben
Lühr studierte ab 1965 im Erststudium Latein und Sport und legte 1970 die wissenschaftliche Prüfung für das Lehramt an Gymnasien in den Fächern Latein und Sport ab. Als Stipendiatin der Studienstiftung des Deutschen Volkes (1969–1976) nahm sie anschließend ein Zweitstudium der Vergleichenden indogermanischen Sprachwissenschaft, Indoiranistik, Deutschen Philologie und Kirchenmusik an der Universität Erlangen auf. Sie promovierte 1977 im Fach Vergleichende indogermanische Sprachwissenschaft mit den Nebenfächern Indoiranistik und Deutsche Philologie an der Universität Erlangen. Thema ihrer von Karl Hoffmann betreuten Dissertation war die Sprache des Hildebrandliedes. Von 1977 bis 1984 war sie wissenschaftliche Assistentin am Lehrstuhl für Deutsche Philologie (Sprachwissenschaft) der Universität Regensburg.
Nach der Habilitation 1984 im Fach Deutsche Philologie (Sprachwissenschaft) in Regensburg zum Thema Expressivität und Lautgesetz im Germanischen war sie dort von 1984 bis 1990 Akademische Rätin. Zusammen mit Albert L. Lloyd an der University of Pennsylvania (Philadelphia) begann sie 1987 die Arbeit an einem auf zehn Bände geplanten Althochdeutschen etymologischen Wörterbuchs. Von 1990 bis 1994 lehrte sie als Universitätsprofessorin (C 4) für Vergleichende Sprachwissenschaft an der Universität Gießen. Von 1994 bis 2013 lehrte sie als Universitätsprofessorin (C 4) für Indogermanistik an der Friedrich-Schiller-Universität Jena. Rufe an die Universität Münster (1992) und die Universität Wien (1997) lehnte sie ab. Seit Februar 2013 ist sie Honorarprofessorin an der Humboldt-Universität Berlin.
Zu den von Lühr betreuten Doktoranden zählt Peter Kuhlmann (1993). Die Akademie gemeinnütziger Wissenschaften zu Erfurt wählte Lühr 1995 zum ordentlichen Mitglied in der geisteswissenschaftlichen Klasse; die Sächsische Akademie der Wissenschaften zu Leipzig nahm sie 1997 als ordentliches Mitglied der philologisch-historischen Klasse auf. Von 2004 bis 2016 war sie Präsidentin der Indogermanischen Gesellschaft.